# Oklahoma Sooners football
La squadra di football degli Oklahoma Sooners rappresenta la University of Oklahoma (conosciuta anche come Oklahoma o OU). I Sooners competono nella Football Bowl Subdivision (FBS) della National Collegiate Athletics Association (NCAA) e nella Southeastern Conference. Il programma iniziò nel 1895 ed uno di quelli di maggior successo dopo la Seconda guerra mondiale, col maggior numero di vittorie (598) e la più alta percentuale di vittorie (76,4) dal 1945. Il programma ha vinto 7 titoli nazionali, 44 titoli di conference, 154 All-American (75 unanimi) e sei vincitori dell'Heisman Trophy. Inoltre, l'istituto ha 5 allenatori e 17 allenatori indotti nella College Football Hall of Fame e detiene la striscia record della Division I-FBS con 47 vittorie consecutive. Oklahoma è l'unico programma con quattro allenatori con più di cento vittorie. La squadra disputa le sue gare interne al Gaylord Family Oklahoma Memorial Stadium di Norman, Oklahoma.

## Nome
Con il nome Sooners sono designati quei coloni statunitensi che si sono insediati nelle Unassigned Lands (territori ceduti agli Stati Uniti da alcuni raggruppamenti di nativi americani dopo la guerra di secessione), nell'attuale stato dell'Oklahoma, prima che il presidente Benjamin Harrison desse il via ufficialmente, il 22 aprile 1889, alla "corsa" all'appropriazione dei terreni, la cosiddetta prima Land Rush (cui ne seguirono altre).

## Titoli nazionali
Sette titoli nazionali sono stati rivendicati dalla University of Oklahoma (in grassetto). Nella lista sono presenti anche i titoli assegnati da altre fonti riconosciute dalla NCAA.
| Anno | Selettore | Allenatore      | Record |
| ---- | --- | --------------- | ------ |
| 1915 | Billingsley Report | Bennie Owen     | 10–0   |
| 1949 | Football Research | Bud Wilkinson   | 11–0   |
| 1950 | AP', Allenatori, Berryman, Helms, Litkenhous, UPI, William-son' | Bud Wilkinson   | 10–1   |
| 1953 | Berryman, Football Research | Bud Wilkinson   | 9–1–1  |
| 1955 | AP, Allenatori, Berryman, Billingsley, DeVold, Dunkel, Foot-ball Research, FW, Helms, INS, Litkenhous, National Championship Foundation, Poling, Sagarin, Sagarin (ELO-Chess), UPI, Williamson                    | Bud Wilkinson   | 11–0   |
| 1956 | AP, Allenatori, Berryman, Billingsley, DeVold, Dunkel, Foot-ball Research, FW, Helms, INS, Litkenhous, National Championship Foundation, Poling, Sagarin, Sagarin (ELO-Chess), UPI, Williamson                    | Bud Wilkinson   | 10–0   |
| 1957 | Berryman | Bud Wilkinson   | 10–1   |
| 1967 | Poling | Chuck Fairbanks | 10–1   |
| 1973 | DeVold, Dunkel, Football Research, Sagarin | Barry Switzer   | 10–0–1 |
| 1974 | AP, Berryman, Billingsley, DeVold, Dunkel, FACT, FB News, Football Research, Helms*, Litkenhous, National Championship Foundation*, Poling, Sagarin, Sagarin (ELO-Chess)                                          | Barry Switzer   | 11–0   |
| 1975 | AP, Allenatori, Billingsley, DeVold, Dunkel, FACT*, FB News, Football Research, FW, Helms*, National Championship Foundation*, NFF, Sagarin, Sagarin (ELO-Chess), UPI                                             | Barry Switzer   | 11–1   |
| 1978 | DeVold, Dunkel, FACT, Helms, Litkenhous, Matthews, Poling, Sagarin | Barry Switzer   | 11–1   |
| 1980 | Dunkel, Matthews | Barry Switzer   | 10–2   |
| 1985 | AP, Allenatori, Berryman, Billingsley, DeVold, Dunkel, FACT, FB News, Football Research, FW, National Championship Foundation, NFF, NY Times, Sagarin*, Sporting News, UPI, USA/CNN                               | Barry Switzer   | 11–1   |
| 1986 | Berryman, DeVold, Dunkel, Football Research, NY Times, Sagarin | Barry Switzer   | 11–1   |
| 2000 | AP, Allenatori, BCS, Berryman, Billingsley, DeVold, Dunkel, Eck, FACT, FB News, FW, Massey, Matthews, National Championship Foundation, NFF, Sagarin, Sagarin (ELO-Chess), Seattle Times, Sporting News, USA/ESPN | Bob Stoops      | 13–0   |
| 2003 | Berryman | Bob Stoops      | 12–2   |

## Premi individuali

### Finalisti dell'Heisman Trophy
| Anno | Nome            | Ruolo        | Punti |
| 1952 | Billy Vessels   | Halfback     | 525   |
| 1954 | Kurt Burris     | Center       | 838   |
| 1969 | Steve Owens     | Running back | 1,488 |
| 1972 | Greg Pruitt     | Running back | 966   |
| 1978 | Billy Sims      | Running back | 827   |
| 1979 | Billy Sims      | Running back | 773   |
| 2000 | Josh Heupel     | Quarterback  | 1.552 |
| 2003 | Jason White     | Quarterback  | 1.481 |
| 2004 | Adrian Peterson | Running back | 997   |
| 2008 | Sam Bradford    | Quarterback  | 1.726 |
| 2016 | Baker Mayfield  | Quarterback  | 361   |
| 2017 | Baker Mayfield  | Quarterback  | 2.398 |
| 2018 | Kyler Murray    | Quarterback  | 2.167 |
| 2019 | Jalen Hurts     | Quarterback  |       |

Grassetto indica un vincitore

### Altri premi
| Maxwell Award Miglior giocatore      | Maxwell Award Miglior giocatore |
| ------------------------------------ | ------------------------------- |
| 1956                                 | Tommy McDonald - RB             |
| 2004                                 | Jason White - QB                |
| 2017                                 | Baker Mayfield - QB             |
| Walter Camp Award Miglior giocatore  |                                 |
| 1969                                 | Steve Owens - RB                |
| 1978                                 | Billy Sims - RB                 |
| 2000                                 | Josh Heupel - QB                |
| 2017                                 | Baker Mayfield - QB             |
| Dick Butkus Award Miglior linebacker |                                 |
| 1985                                 | Brian Bosworth                  |
| 1986                                 | Brian Bosworth                  |
| 2001                                 | Rocky Calmus                    |
| 2003                                 | Teddy Lehman                    |

| Bronko Nagurski Trophy Miglior difensore                  | Bronko Nagurski Trophy Miglior difensore |
| --------------------------------------------------------- | ---------------------------------------- |
| 2001                                                      | Roy Williams - DB                        |
| 2003                                                      | Derrick Strait - DB                      |
| Chuck Bednarik Award Miglior difensore                    |                                          |
| 2003                                                      | Teddy Lehman - LB                        |
| Davey O'Brien Award Miglior quarterback                   |                                          |
| 2003                                                      | Jason White                              |
| 2004                                                      | Jason White                              |
| 2008                                                      | Sam Bradford                             |
| 2017                                                      | Baker Mayfield                           |
| 2018                                                      | Kyler Murray                             |
| Johnny Unitas Golden Arm Award Miglior senior quarterback |                                          |
| 2004                                                      | Jason White                              |
| Fred Biletnikoff Award Miglior wide receiver              |                                          |
| 2016                                                      | Dede Westbrook                           |

| Jim Thorpe Award Miglior defensive back     | Jim Thorpe Award Miglior defensive back |
| ------------------------------------------- | --------------------------------------- |
| 1987                                        | Rickey Dixon                            |
| 2000                                        | Roy Williams                            |
| 2003                                        | Derrick Strait                          |
| Lombardi Award Miglior lineman o linebacker |                                         |
| 1975                                        | Lee Roy Selmon - DT                     |
| 1985                                        | Tony Casillas - DL                      |
| 2003                                        | Tommie Harris - DL                      |
| Outland Trophy Miglior interior lineman     |                                         |
| 1951                                        | Jim Weatherall                          |
| 1953                                        | J.D. Roberts                            |
| 1975                                        | Lee Roy Selmon                          |
| 1978                                        | Greg Roberts                            |
| 2004                                        | Jammal Brown                            |

| Associated Press College Football Player of the Year Award Most Outstanding College Football Player | Associated Press College Football Player of the Year Award Most Outstanding College Football Player |
| --------------------------------------------------------------------------------------------------- | --------------------------------------------------------------------------------------------------- |
| 2000                                                                                                | Josh Heupel                                                                                         |
| 2003                                                                                                | Jason White                                                                                         |
| 2008                                                                                                | Sam Bradford                                                                                        |
| 2017                                                                                                | Baker Mayfield                                                                                      |
| 2018                                                                                                | Kyler Murray                                                                                        |
| Mosi Tatupu Award Miglior membro degli Special Teams                                                | |
| 2000                                                                                                | J.T. Thatcher                                                                                       |